# Famagusta
Famagusta (tiếng Hy Lạp: Αμμόχωστος địa phương [aˈmːoxostos]; tiếng Thổ Nhĩ Kỳ: Mağusa [mɑˈɰusɑ], hay Gazimağusa [gɑːzimɑˈɰusɑ]) là một thành phố ở bờ đông đảo Síp. Đây là nơi có cảng biển sâu nhất trên đảo. Vào thời Trung Cổ (nhất là dưới thời Cộng hòa Genova và Cộng hòa Venezia), Famagusta là thành phố cảng quan trọng nhất đảo và là một điểm giao thương với vùng Levant, nơi mà các thương nhân Con đường tơ lụa đưa hàng hóa của họ đến Tây Âu. Ngày nay, cả phần thành cổ và phố mới đều nằm dưới sự quản lý của Cộng hòa Bắc Síp Thổ Nhĩ Kỳ.

## Tên gọi
Thời cổ đại, thị trấn mang tên Arsinoe (tiếng Hy Lạp cổ: Ἀρσινόη), theo Arsinoe II của Ai Cập, và cũng được Strabo nhắc đến bằng tên đó. Trong tiếng Hy Lạp hiện đại nó có tên Ammochostos (Αμμόχωστος, nghĩa là khuất trong cát). Ammochostos dần trở thành Famagusta (Famagouste trong tiếng Pháp và Famagosta trong tiếng Ý) trong các ngôn ngữ châu Âu, và thành Mağusa trong tiếng Thổ Nhĩ Kỳ. Ngoài ra, nó còn có cái tên tiếng Thổ Nhĩ Kỳ thứ hai là Gazimağusa.